# نادي ساتورن رامنسكوي
نادي ساتورن رامنسكوي (بالإنجليزية: FC Saturn Ramenskoye) هو فريق كرة قدم من مدينة رامنسكوي في روسيا، أُسس بتاريخ 1946، يلعب في دوري كرة القدم الروسي للمحترفين ‏، في Saturn Stadium ‏، يدرب النادي Jürgen Röber ‏.

## وصلات خارجية
- صفحة بيانات نادي ساتورن رامنسكوي على موقع كووورة، تاريخ الوصول: 24 سبتمبر 2018.